# Pseudorthocladius mongolyezeus
Pseudorthocladius mongolyezeus är en tvåvingeart som beskrevs av Sasa och Suzuki 1997. Pseudorthocladius mongolyezeus ingår i släktet Pseudorthocladius och familjen fjädermyggor. Inga underarter finns listade i Catalogue of Life.